# Berliner FC Alemannia 1890
Berliner FC Alemannia 1890 is een Duitse voetbalclub uit de hoofdstad Berlijn. Van 1891 tot 1958 speelde de club, met enkele onderbrekingen, voornamelijk in de hoogste klasse. Tot 1975 speelde de club nog tot op het derde niveau, maar verdween daarna naar de lagere reeksen. 

## Geschiedenis
De club werd op 2 november 1890 opgericht als SV Jugendlust 90 en nam kort daarna al de naam Berliner TuFC Alemannia 1890 aan. In 1922 werd de naam in Berliner FC Alemannia 1890 gewijzigd. Op 25 november 1899 sloot de club zich aan bij de Duitse voetbal- en cricketbond (DFuCB). In 1891 werd begonnen met een competitie met 8 clubs. De club eindigde altijd in de middenmoot. In 1897/88 trok de club zich terug uit de competitie. Samen met nog vijf andere clubs verliet Alemannia de bond wegens strubbelingen met de bond. De club organiseerde nu zelf een competitie, het Meisterschaft des Nordens voor clubs uit het noorden uit Berlijn. Er namen zeven clubs deel, en bij de terugronde acht nadat BFC 1893 ook weg gegaan was bij de bond. Alemannia werd met zes punten voorsprong op BFC Hertha 1892 kampioen. In 1899 keerde de club terug naar de DFuCB en werd meteen vicekampioen achter Berliner FC Vorwärts 1890.
In 1901 sloot de club zich bij de Markse voetbalbond aan. In 1905 en 1907 werd de club hier kampioen. In 1907 speelde de club nog tegen de kampioen van de Berlijnse voetbalbond voor een plaats in de nationale eindronde, echter verloor de club hier met 5:0 van BTuFC Viktoria 1889. De club maakte ook de overstap naar de sterkere Berlijnse competitie van de rivaliserende voetbalbond en speelde in 1910 voor het eerst in de hoogste klasse. Onder druk van de Duitse voetbalbond fuseerden de grootste bonden uit Berlijn in 1911 tot de Brandenburgse voetbalbond om zo één grote competitie te vormen.
In het eerste seizoen bestond de competitie uit twee reeksen die na één seizoen gehalveerd werd. Met een vijfde plaats kon Alemannia zich niet kwalificeren. In de gezamenlijke competitie werd de club het volgend seizoen wel afgetekend laatste. Het duurde tot 1917 vooraleer de club terugkeerde. Na de oorlog kwamen er opnieuw twee reeksen. De eerste jaren speelde de club geen rol van betekenis. In 1922/23 werd de club tweede in zijn groep achter SC Union 06 Oberschöneweide. Het volgende seizoen werd Alemannia wel groepswinnaar en versloeg in de finale om de algemene titel SV Norden-Nordwest Berlin. Hierdoor plaatste de club zich voor de eindronde om de landstitel, waar ze meteen verloren van 1. FC Nürnberg. In 1924/25 werd de club opnieuw groepswinnaar, maar verloor nu de finale van Hertha BSC. Vanaf dit seizoen mochten de vicekampioenen ook naar de nationale eindronde. Ook nu werd de club in de eerste ronde verslagen, deze keer door Duisburger SpV. Hierna gleed de club langzaam weg tot een degradatie volgde in 1928/29. Hierna slaagde de club er niet meer in om te promoveren. Ook na de invoering van de Gauliga Berlin-Brandenburg kon de club niet promoveren.
Na de Tweede Wereldoorlog werden alle Duitse voetbalclubs ontbonden. In Berlijn werden per stadsdeel nieuwe clubs opgericht. Waar Alemannia vroeger speelde verrees SG Prenzlauer Berg West, dat in 1948 weer de oude naam aannam. De club speelde in de Oberliga Berlin, een van de vijf hoogste klassen van West-Duitsland. In de beginjaren eindigde Alemannia steevast in de top vijf tot een degradatie volgde in 1955/56. Na één seizoen promoveerde de club terug maar werd laatste. Alemannia zou hierna nooit meer op het hoogste niveau spelen.
Door de invoering van de Bundesliga verzeilde de club zelfs in de derde klasse. In 1967 promoveerde Alemannia naar de Regionalliga Berlin. Na twee seizoenen degradeerde de club, maar kon ook meteen terugkeren. In 1974 werd de club afgetekend laatste met slechts drie punten en 20 punten achterstand op BFC Preussen. De 2. Bundesliga werd ingevoerd en de Regionalliga Berlin ontbonden. De clubs gingen nu in de Amateurliga Berlin spelen, waar de club al na één seizoen uit degradeerde en zo voor het eerst in de vierde klasse moest gaan spelen. De club slaagde er niet meer in te promoveren en speelde voortaan in lagere reeksen.
In 1994 werd de club met SC Wacker 04 Berlin ontbonden en de leden sloten zich bij Alemannia aan dat tot 1996 als SG Alemannia/Wacker speelde, daarna werd de naam BFC Alemannia 90 Wacker aangenomen. De naam Wacker zou tot 1998 blijven, maar oude leden van de club verzetten zich dan tot een terugkeer naar de historische naam van Alemannia. In 2013 toen nog slechts een handvol clubleden roots hadden bij Wacker werd besloten om terug de legendarische naam BFC Alemannia 1890 aan te nemen. In 2014 degradeerde de club, een jaar later volgde zelfs een tweede degradatie op rij.